# 小垣西庙
小垣西庙是一座清代古建筑，位于中华人民共和国山西省吕梁市孝义市高阳镇小垣村西，是山西省文物保护单位之一。
小垣西庙的创建年代记载不详，但是依据现存建筑正殿、东、西配殿及东耳殿的建筑结构与特征，专家判定为清代建筑。小垣西庙占地面积586平方米。正殿高二层，单坡硬山顶。殿中设有镏金的帝王塑像及文官、武官塑像，以及镏金释迦摩尼坐像。墀头有砖雕花卉图案。      
2006年9月，小垣西庙由孝义市人民政府公布为孝义市县级文物保护单位。2020年，小垣西庙列入山西省文物局公示的第六批省级文物保护单位名单。2021年8月4日，小垣西庙正式公布为山西省文物保护单位，编号6-125